# 南奥塞梯护照
南奥塞梯护照是南奥赛梯发放给南奥塞梯居民的身份证件，用于国际旅行和南奥塞梯境内的身份证明。该护照于2006年8月15日首次发行。由于南奥塞梯仅被俄罗斯、委内瑞拉、尼加拉瓜、瑙鲁和叙利亚承认，因此许多南奥塞梯人同时持有俄罗斯护照，这对国际旅行来说更实用。